# Massa vell per morir jove
Massa vell per morir jove és una pel·lícula catalana dirigida per Isabel Coixet, que també és autora del guió. Rodada en català, es va estrenar el 13 de gener de 1989 i va ser emesa per TV3 el 9 de juliol de 1992. Va rebre subvenció tant de la Generalitat de Catalunya (13 milions de pessetes) com del govern espanyol (35 milions). Tot i que per aquest treball Isabel Coixet va ser nominada al Goya al millor director novell, la pel·lícula va passar desapercebuda per al públic català.

## Argument
Dos amics de Barcelona, Equis i Evax, només troben treballs eventuals, un de cambrer (i després de missatger) i l'altra de taxista, però tenen somnis i il·lusions. Tots dos fan una passejada per la jungla urbana barcelonina, on es trobaran en situacions d'allò més variades, sinistres, divertides, patètiques i agradables.

## Repartiment
- Emma Suárez - Evax
- Gerardo Arenas - Equis
- Fernando Guillén - El cap
- Carme Elias - Amalia
- Emilio Laín - Taxi